# Robaldo Morozzo della Rocca
Robaldo Morozzo della Rocca (Torino, 6 maggio 1904 – Genova, 11 giugno 1993) è stato un architetto italiano.

## Biografia
Robaldo Morozzo della Rocca nacque a Torino il 6 maggio 1904. Dopo la laurea presso la Regia scuola d'applicazione per gli ingegneri di Roma in architettura, nel 1928, divenne dottore in architettura a Milano, nel 1929. Negli anni della gioventù, con Crosa di Vergagni, Daneri, Fineschi, Riccardo Haupt, Nicoli, Vietti e Zappa, diede vita a un gruppo culturale con altri architetti genovesi. Il gruppo, i cui esponenti si distinguono per l'introduzione a Genova dei codici del Movimento Moderno, partecipò alla Triennale di Milano nel 1933 con il progetto di un padiglione a struttura in acciaio, e coltivò in numerosi concorsi il codice della nuova architettura.
Nel 1930 Morozzo vinse a Genova il Primo Premio al concorso per una piazza del mare (sul luogo dei vecchi cantieri navali della Foce), ma gli eventi successivi videro l'acquisto di gran parte delle aree destinate al progetto da parte di una società collegata al secondo classificato, Luigi Carlo Daneri, che alla fine realizzò la zona di piazza Rossetti in sua vece. Non fu estraneo agli eventi l'autorevole parere richiesto a Marcello Piacentini, che in merito alla scelta di quale progetto adottare suggerì per l'appunto il progetto Daneri, secondo classificato al concorso.
Le opere dell'anteguerra segnarono comunque una notevole maturità formale di Morozzo, che realizzò in porto la centrale elettrica a calata Massaua; per poi mutuare il linguaggio degli edifici portuali anche nelle sue realizzazioni urbane, con l'edificio in Mura di Santa Chiara, 1937 e il palazzo degli uffici comunali in via Amba Alagi 1.
L'intensa attività edilizia del secondo dopoguerra lo vide impegnato alla ricostruzione di edifici storici sinistrati dai bombardamenti di Genova nella seconda guerra mondiale e a diversi progetti residenziali, sia INA-Casa sia per privati; su tutti spiccano, da una parte, la ricostruzione di Villa Ollandini, nella quale reinterpreta il volume della villa squarciato dai bombardamenti, realizzando al suo posto un nuovo volume rivestito in pietra, aperto sul lato a mare da una grande breccia vetrata, dietro la quale sono i soggiorni degli appartamenti; dall'altra, la partecipazione al progetto di Forte Quezzi, coordinato da Luigi Carlo Daneri, nel quale Morozzo progetta e realizza l'isolato di via Fea con un impaginato di facciata ricco di colore e chiaroscuri, ispirato all'architettura brasiliana.
Morì a Genova nel 1993.

## Opere
Fra le opere architettoniche realizzate:
- 1934/1935 - Centrale di conversione elettrica, Calata Massaua, Genova;
- 1937 - Edificio per abitazioni, Mura S. Chiara 3, Genova;
- 1948 - Edificio per abitazioni, via Piave 9, Genova;
- 1949 - Residenze in via dei Mille, Genova;
- 1952/1958 - Edificio per uffici comunali, via Amba Alagi 1, Genova;
- 1953 - Quartiere INA-casa di Mura degli Angeli, Genova;
- 1956/1966 - Unità residenziale al quartiere di Forte Quezzi, via Fea, Genova;
- 1958/1963 - Ricostruzione di Villa Ollandini, via San Vito 2, Genova;
- 1959/1963 - Abitazioni INA-casa in via Coronata, Genova;
- 1964 - Edificio per uffici INA, via XII Ottobre, Genova;

Tra le altre opere: la ricostruzione postbellica del palazzo Lauro in piazza della Nunziata a Genova, e la Centrale del latte di Genova-Fegino (1929-1934), fra i suoi primi progetti in assoluto (modifica del precedente edificio di A. Ravinetti, già officina Ansaldo).